# Marila podantha
Marila podantha är en tvåhjärtbladig växtart som beskrevs av José Cuatrecasas. Marila podantha ingår i släktet Marila och familjen Calophyllaceae. Inga underarter finns listade i Catalogue of Life.